# 27254 Shubhrosaha
27254 Shubhrosaha è un asteroide della fascia principale. Scoperto nel 1999, presenta un'orbita caratterizzata da un semiasse maggiore pari a 2,3122244 UA e da un'eccentricità di 0,0431600, inclinata di 6,29263° rispetto all'eclittica.